# Le Rêve du radjah ou la Forêt enchantée
Le Rêve du radjah ou la Forêt enchantée és un curtmetratge mut francès creat i estrenat l'any 1900 i dirigit per Georges Méliès.
Com almenys el 4% de la producció sencera de Méliès (incloses pel·lícules com Le Voyage dans la Lune, Le Voyage à travers l'impossible, El regne de les fades, i Le Barbier de Séville), algunes còpies foren acolorides a mà individualment i venudes a un preu més alt.

## Argument
Un Rajah es cansa i s'adorm. Una gran papallona el molesta i vola per la seva habitació. Intenta capturar-lo amb una gran xarxa, però no ho aconsegueix. Frustrat, llança la xarxa a un costat i intenta tornar a dormir, però la seva habitació desapareix i ara es troba en un parc. Desconcertat, va a seure en una cadira propera, però aquesta va a l'altre costat de la zona. Llavors se'n torna a seure, però després es mou una vegada més a l'altre costat, enfadant-lo més. La carn es converteix en un arbre mort. El Rajah intenta arrencar-lo, però no és prou fort. L'arbre es converteix en un monstre amb un somriure pervers a la cara, espantant el Rajah. Ell li mou l'espasa, però després es converteix en un dimoni i el persegueix per la zona. El Rajah espantat agafa el dimoni però aquest desapareix en un núvol de fum abans que pugui fer res més. De sobte apareix una bella dona i s'acosta al Rajah. Està captivat en l'amor i s'agenolla en la necessitat d'ella. Mentre l'agafa de genolls, apareixen diverses dones més al seu voltant. Comencen a ballar al seu voltant, derrocant-lo cada vegada que s'acosten a ell. Quan finalment s'aixeca, el persegueixen. A mesura que ho fan tantes més dones s'hi uneixen, fent una llarga cua. Llavors tots apareixen de nou, amb peces d'armadura i destrals, i comencen a colpejar-lo. El fan pujar a un podi on un botxí està a punt de decapitar-lo, però el Rajah l'agafa i comença a colpejar-lo. Tanmateix, es desperta i descobreix que tot era un somni, i estava colpejant el coixí. Confós i cansat de totes aquestes coses que van passar, es torna a dormir.